# 华砾螺属
华砾螺属（学名：Sinochloritis）为坚齿螺科的一个属。

## 下属物种
本属包括以下物种：
- 李氏华砾螺 Sinochloritis lii M.Wu & Z.-Y.Chen, 2019，种名以标本采集人李辰亮博士的名字命名。